# Jennifer Stiefel
Jennifer Stiefel (* 13. Juli 1992) ist eine deutsche Nationalspielerin und EM-Teilnehmerin im Wasserball.

## Leben
Stiefel wuchs an der Pazifikküste Kaliforniens in San Clemente auf und spielte dort vornehmlich im Team der örtlichen High School. Hier schaffte sie den Sprung in die Jugendnationalmannschaft des Deutschen Schwimm-Verbands und bekam ein Stipendium für die University of Southern California (USC) in Los Angeles und das dortige Team der Trojans.
Stiefel ist Mitglied einer Wasserball-Dynastie aus Esslingen am Neckar: Vater Jürgen war langjähriger Nationalspieler, WM-Torschützenkönig 1978, zweimaliger Olympiateilnehmer und Europameister 1981. Sie ist eine Cousine der Nationalspieler Steffen Dierolf und Katrin Dierolf. Schwester Sandra wurde 2010 Deutsche Meisterin und Pokalsiegerin mit Blau-Weiß Bochum. 
Stiefel gehörte bei der Jugend-Europameisterschaft 2008 in Győr (Ungarn/7. Platz), der Junioren-Weltmeisterschaft für U18-Teams 2009 in Chanty-Mansijsk (Russland/Rang 10) und der U20-Weltmeisterschaft 2011 in Triest (Italien/12. Platz) jeweils zum deutschen Aufgebot. Mit der A-Nationalmannschaft folgten jeweils Rang acht bei den Europameisterschaften 2012 in Eindhoven (Niederlande), 2016 in Belgrad (Serbien) und 2018 in Barcelona (Spanien). Dazu kam 2012 ein sechster Platz beim Finalturnier der Weltliga in Changshu (China).